# Brasil Afora
Brasil Afora es el duodécimo álbum de estudio y el último trabajo más reciente de la banda de rock brasileña Os Paralamas do Sucesso, lanzado en el año 2009. El primer corte de difusión del álbum fue A lhe esperar, composición de Arnaldo Antunes Liminha. 
El álbum fue lanzado en febrero de 2009. El material fue grabado en Bahía, en el estudio del cantante y músico Carlinhos Brown, que tocó la canción No More Goodbye.

Todas las canciones escritas y compuestas por Herbert Vianna excepto las que indiquen. 
| N.º | Título                                        | Escritor(es)   | Duración |  |
| 1.  | «Meu sonho»                                   | Herbert Vianna | 3:24     |  |
| 2.  | «Sem mais adeus (con Carlinhos Brown)»        | Herbert Vianna | 3:19     |  |
| 3.  | «A lhe esperar»                               | Herbert Vianna | 3:23     |  |
| 4.  | «El amor (cover de El amor después del amor)» | Fito Páez      | 3:43     |  |
| 5.  | «Quanto ao tempo»                             | Herbert Vianna | 3:26     |  |
| 6.  | «Aposte em mim»                               | Herbert Vianna | 3:47     |  |
| 7.  | «Mormaço (con Zé Ramalho)»                    | Herbert Vianna | 3:10     |  |
| 8.  | «Taubaté ou Santos»                           | Herbert Vianna | 2:38     |  |
| 9.  | «Brasil afora»                                | Herbert Vianna | 2:29     |  |
| 10. | «Tempero Zen»                                 | Herbert Vianna | 2:25     |  |
| 11. | «Tão bela»                                    | Herbert Vianna | 2:20     |  |
| 12. | «O palhaço»                                   | Herbert Vianna | 2:40     |  |

## Personal
- Herbert Vianna: Guitarra y voz
- Bi Ribeiro: Bajo
- João Barone: Batería

- Datos: Q4957792